# ادبیات قرقیزی
تاریخ ادبیات قرقیزی به اوایل قرن نوردهم از اشعار مولدو نیاز تا داستان‌های نوشته‌شده به «قرقیزی باستان» بازمی‌گردد. ادبیات جنبه مهمی از فرهنگ قرقیزستان است. ادبیات قرقیزها تنها نوشتاری نیست، بلکه گفتاری هم هست و نسل به نسل منتقل می‌شود.

## مناس
مَناس نام حماسهٔ ملی مردم قرقیز است. در قرقیزستان آیینی همانند شاهنامه‌خوانی ایران برای مناس‌خوانی وجود دارد. قرقیزها مادر مناس قهرمان ملی خود را دختر امیر بخارا می‌دانند.